# Moudon
Moudon é uma comuna da Suíça, situada no distrito de Broye-Vully, no cantão de Vaud. Tem 15,68 km² de área e sua população em 2018 foi estimada em 6.135 habitantes.